# Marcus Tulio Tanaka
Marcus Tulio Tanaka (* 24. duben 1981) je japonský fotbalista.

## Reprezentace
Marcus Tulio Tanaka odehrál 43 reprezentačních utkání. S japonskou reprezentací se zúčastnil Mistrovství světa 2010.

## Statistiky
| Japonsko | Japonsko | Japonsko |
| Roky     | Záp.     | Góly     |
| -------- | -------- | -------- |
| 2006     | 5        | 1        |
| 2007     | 4        | 1        |
| 2008     | 10       | 2        |
| 2009     | 13       | 2        |
| 2010     | 11       | 2        |
| Celkem   | 43       | 8        |